# والتر بيلر
والتر بيلر (بالإنجليزية: Walter Peeler)‏ (و. 1887 – 1968 م) هو عسكري أسترالي، ولد في فيكتوريا، توفي في Caulfield South ‏، عن عمر يناهز 81 عاماً.

## الخدمة العسكرية
خدم في جيش أستراليا.

## جوائز
حصل على جوائز منها:
ميدالية الإمبراطورية البريطانية ‏